# August Friedrich Siegmund Green
August Friedrich Siegmund Green (* 12. September 1736 in Kesselsdorf bei Dresden; † 20. Mai 1798 in Leipzig) war ein deutscher Jurist.

## Leben
August Friedrich Siegmund Green war der Sohn eines in Kesselsdorf tätigen Predigers. Er studierte Jurisprudenz an der Universität Leipzig und wurde nach Beendigung seiner Studien 1759 Stadtsyndikus in Wurzen. Er versah aber nur kurze Zeit diese Stelle. Nachdem er 1762 durch eine Inauguraldissertation (De alienatione fideicommissi familiae ob damnum fatale, imprimis belli, Leipzig 1762) die juristische Doktorwürde erworben hatte, erfolgte seine Ernennung zum Beisitzer des Leipziger Oberhofgerichts und zum Konsistorialrat. 1772 wurde er Beisitzer der Leipziger Juristenfakultät und 1776 Ratsherr.
Green bekleidete diese Ämter gewissenhaft und nutzte seine Freizeit zur Erörterung juristischer Fragen, insbesondere auf dem Gebiet des Wechsel- und Erbrechts, u. a. in folgenden Programmen:
- Quaestiones quaedam de collatione bonorum, Leipzig 1773
- An vidua, quae statutariam portionem capit, pro herede mariti habenda sit, Leipzig 1776
- De renunciatione praescriptionis in cambio, Leipzig 1777
- De transmissione heredidatis delatae, non aditae, Leipzig 1792
- Observationes juris cambialis de amissione litterarum cambialium, Leipzig 1793

Green gehörte auch zu den Gründungsmitgliedern der Leipziger Konzertdirektion und wurde 1786 Syndikus des Rats und Vorsteher der Thomasschule zu Leipzig. 1798 starb er im Alter von 61 Jahren in Leipzig.